# Harold Pinter
Harold Pinter [pintr], známý též pod pseudonymy Horold Pinta a David Baron, (10. října 1930 – 24. prosince 2008) byl anglický dramatik a básník, scenárista, herec a politický aktivista, nositel Nobelovy ceny za literaturu za rok 2005.

## Život
Narodil se v Londýně, kde se neúspěšně pokoušel vystudovat Královskou akademii dramatických umění. Poté publikoval své verše pod pseudonymem Harold Pinta, a od roku 1949 používal pro svou hereckou kariéru pseudonym David Baron.
Zhruba od roku 1968 se začal zabývat divadelní režií a od roku 1973 pracoval jako režisér v National Theatre.
Roku 1977 se rozešel se svou ženou – herečkou Vivien Merchantovou, roku 1980 se oženil se spisovatelkou Lady Antonií Fraserovou.
Byl velkým fanouškem kriketu a předsedou Gaieties Cricket Clubu.
Kromě svých literárních děl byl Pinter znám svými velmi provokativními politickými názory. Vystupoval ostře proti Georgovi Bushovi, kterého označil za masového vraha, tak proti britské vládě. Kromě toho byl členem organizace bojující za osvobození Slobodana Miloševiće. V novinách odsoudil invazi do Iráku, bombardování Jugoslávie i invazi do Afghánistánu.
Jeho dramatická tvorba byla ovlivněna absurdním divadlem a Artaudovým divadlem krutosti. Literárními vzory mu byli Franz Kafka a Samuel Beckett. Pro jeho hry z počátečního období se používal termín groteska hrůzy. V pozdější době pod vlivem své politické angažovanosti se svých hrách stavěl proti diktatuře a tyranii.
Švédská akademie ve Stockholmu mu v roce 2005 udělila Nobelovu cenu za literaturu. Jeho silně vyhraněné politické názory byly trnem v oku některým kritikům, kteří toto udělení ceny označili za víceméně politický akt.
V roce 1999 byl hostem Pražského festivalu spisovatelů.

## Dílo

### Dramata
- Pokoj (The Room, 1957)
  - světová premiéra: květen 1957, University of Bristol, Velká Británie
- Narozeniny (The Birthday Party, 1957)
  - první tzv. komedie hrozby (anglicky comedy of menace) – pracuje se strachem z násilí a terorismu v moderním světě. V této hře hlavní postava Stanley prchá z „velkého“ světa do skrýše k panoptikální rodině, která mu pronajme pokoj. Stanley ze své skrýše nevychází, neustále žije v tísni z nám neznámého, avšak ani toto jeho doupě není bezpečné.
  - jako první Pinterovu hru v Čechách ji v roce 1967 nastudovalo pražské divadlo Činoherní klub v režii Jaroslava Vostrého s Josefem Somrem v hlavní roli.[6]
- Mechanický číšník (The Dumb Waiter, 1957)
  - světová premiéra: 21. ledna 1960, Hampstead Theatre Club
- Mírná bolest (A Slight Ache, 1958)
- Pařník (The Hothouse, 1958)
  - groteska o absurdním, a poněkud katastrofickém chodu jedné zbytečné, blíže neurčené instituce, ústředním hrdinou hry je ředitel této instituce Roote, který je postaven před nečekané komplikace – smrt jednoho z pacientů a těhotenství jedné z pacientek, vyšetřováním je pověřen ambiciózní asistent Gibbs[7]
  - přeložil Milan Lukeš, v podobě rozhlasové hry nastudováno roku 2014 Českým rozhlasem Dvojkou, rozhlasová úprava a dramaturgie: Klára Novotná, režie: Natália Deáková[7]
- Správce (The Caretaker, 1959)
- Večerní škola (Night School, 1960)
- Trpaslíci (The Dwarfs, 1960)
- Celou noc venku (A Night Out, 1959)
  - V roce 1968 pro rozhlas nastudoval Josef Henke v překladu Milana Lukeše. V hlavních rolích Jaroslav Kepka a Ludmila Roubíková.[8]
- Přehlídka (The Collection, 1961)
- Milenec (The Lover, 1962)
- Čajový dýchánek (Tea Party, 1964)
- Návrat domů (The Homecoming, 1964)
  - popisuje konflikt v londýnské rodině, kterou přijede z Ameriky navštívit nejstarší syn Teddy s manželkou Ruth. Deformované rodinné vztahy, kdy je Ruth nabízeno, aby zbylé členy rodiny živila prostitucí, jsou alegorií absurdity světa.
- Suterén (The Basement, 1966)
- Krajina (Landscape, 1967)
- Ticho (Silence, 1968)
- Noc (Night, 1969)
- Staré časy (Old Times, 1970)
- Země nikoho (No Man's Land, 1974)
- Zrada (Betrayal, 1978)
- Horáčtina (Mountain Language, 1988)

### Rozhlasové hry
- Mírná bolest (1959)
- Trpaslíci (1960)

### Filmové scénáře
- Sluha
- Posel
- Francouzova milenka

## Česká vydání a překlady
- Správce, Dilia, Praha 1964, přeložil Milan Lukeš, znovu Orbis, Praha 1965.
- Přehlídka, Dilia, Praha 1965, přeložil Jan Tomek.
- Anglické absurdní divadlo, Orbis, Praha 1966, přeložil Vladimír Pražák, František Vrba a Milan Lukeš, kniha obsahuje Pinterova dramata Narozeniny a Návrat domů.
- Jiná místa: tři hry, Dilia, Praha 1984, přeložila Renata Světecká, kniha obsahuje tři jednoaktovky: Nádraží Victoria,Rodinné hlasy a Jakoby na Aljašce.
- Mechanický číšník a jiné aktovky, Dilia, Praha 1987, přeložili Ivana Jílovcová-Fieldová a Petr Dudek, kniha obsahuje aktovky Mechanický číšník, Přehlídka, Milenec, Ticho, Noc a Krajina.
- Milenec,... a v prach se obrátíš, Národní divadlo, Praha 1998, přeložil František Fröhlich.